# Prefectura apostólica de Ulán Bator
La prefectura apostólica de Ulán Bator (en latín: Praefectura Apostolica Ulaanbaatarensis y en mongol: Улаанбаатар хот дахь Элч нарын эрх мэдэлд суурилсан шашны засаг захиргаа) es una circunscripción eclesiástica de la Iglesia católica en Mongolia. Se trata de una prefectura apostólica latina, inmediatamente sujeta a la Santa Sede. Desde el 2 de abril de 2020 su prefecto apostólico es el cardenal Giorgio Marengo, de los Misioneros de la Consolata.

## Territorio y organización
La prefectura apostólica tiene 1 564 120 km² y extiende su jurisdicción sobre los fieles católicos de rito latino residentes en todo el territorio de Mongolia.
La sede de la prefectura apostólica se encuentra en la ciudad de Ulán Bator, en donde se halla la Catedral de los Santos Pedro y Pablo, consagrada en 2003.
En 2022 en la prefectura apostólica existían 8 parroquias y 2 iglesias: 6 en Ulán Bator (San Pedro y San Pablo, Santa María, Buen Pastor, Santa Sofía, Santo Tomás de Aquino y Santa Madre Iglesia), una en Darjan (María Auxiliadora), una en Arvaikheer (Madre de la Misericordia), una en Erdenet (Divina Misericordia) y una en Zuunmod (Dios Misericordioso).

## Historia
El catolicismo fue introducido por primera vez en Mongolia Exterior en el siglo XIII, durante el Imperio mongol, pero desapareció con el final de la dinastía Yuan en 1368. Sólo hubo nueva actividad misionera tras la guerra del Opio, y la misión sui iuris de Mongolia Exterior fue erigida el 14 de marzo de 1922 mediante el breve In catholicae Ecclesiae del papa Pío XI separando territorio del vicariato apostólico de Mongolia Central (hoy diócesis de Chongli-Xiwanzi); al mismo tiempo, la misión fue confiada a los propios vicarios apostólicos.
El 3 de diciembre de 1924 asumió el nombre de misión sui iuris de Urga mediante el decreto Vicarii et Praefecti de la Congregación de Propaganda Fide.
Tras el advenimiento del comunismo y la proclamación de la República Popular de Mongolia el 26 de noviembre de 1924, el cristianismo desapareció del país y la misión sui iuris permaneció vacante desde 1931. Se inició una lucha implacable contra la religión y se expulsó a todos los misioneros del país, lo últimos partieron en 1948.
Con el fin de la era comunista y la disolución de la República Popular de Mongolia con la aprobación de una nueva constitución el 12 de febrero de 1992, se establecieron de relaciones diplomáticas entre la Santa Sede y el nuevo gobierno de Mongolia en 1992, y los misioneros católicos regresaron a Mongolia. El 27 de mayo de 1996 fue inaugurada la primera iglesia católica en Mongolia.
El 30 de abril de 2002 la antigua misión sui iuris fue elevada al rango de prefectura apostólica mediante la bula De universa catholica del papa Juan Pablo II.
Con motivo del vigésimo aniversario de la reapertura de la misión en Mongolia, en 2012 se erigieron dos nuevas parroquias: la de Santa Sofía en Ulán Bator y la de María Madre de la Misericordia en Arvajhėr. En el mismo año, el número de fieles católicos ascendió a 835.
El 28 de agosto de 2016 fue ordenado el primer sacerdote nativo de Mongolia.
El 29 de mayo de 2022 el papa Francisco anunció su creación como cardenal del prefecto apostólico Giorgio Marengo, lo cual ocurrió en el consistorio del 27 de agosto de 2022.

## Estadísticas
Según el Anuario Pontificio 2023 la prefectura apostólica tenía a fines de 2022 un total de 1394 fieles bautizados.
| Año                                                                             | Población            | Población | Población      | Sacerdotes | Sacerdotes    | Sacerdotes    | Bautizados por sacerdote | Diáconos permanentes | Religiosos | Religiosos | Parroquias |
| Año                                                                             | Bautizados católicos | Total     | % de católicos | Total      | Clero secular | Clero regular | Bautizados por sacerdote | Diáconos permanentes | Varones    | Mujeres    | Parroquias |
| ------------------------------------------------------------------------------- | -------------------- | --------- | -------------- | ---------- | ------------- | ------------- | ------------------------ | -------------------- | ---------- | ---------- | ---------- |
| 2001                                                                            | 94                   | 2 400 000 | 0.0            | 6          | 2             | 4             | 15                       |                      | 7          | 14         | 1          |
| 2002                                                                            | 114                  | 2 400 000 | 0.0            | 9          | 2             | 7             | 12                       |                      | 17         | 17         | 1          |
| 2003                                                                            | 132                  | 2 400 000 | 0.0            | 11         | 2             | 9             | 12                       |                      | 13         | 23         | 2          |
| 2004                                                                            | 168                  | 2 400 000 | 0.0            | 14         | 2             | 12            | 12                       |                      | 14         | 27         | 3          |
| 2005                                                                            | 215                  | 2 400 000 | 0.0            | 15         | 3             | 12            | 14                       |                      | 18         | 29         | 3          |
| 2010                                                                            | 656                  | 2 955 800 | 0.0            | 20         | 5             | 15            | 32                       |                      | 20         | 45         | 4          |
| 2014                                                                            | 919                  | 3 227 000 | 0.0            | 17         | 3             | 14            | 54                       |                      | 18         | 43         | 6          |
| 2017                                                                            | 1222                 | 3 046 396 | 0.0            | 33         | 7             | 26            | 37                       |                      | 30         | 44         | 6          |
| 2020                                                                            | 1354                 | 3 278 290 | 0.0            | 23         | 5             | 18            | 58                       |                      | 29         | 36         | 9          |
| 2022                                                                            | 1394                 | 3 339 600 | 0.0            | 25         | 6             | 19            | 55                       |                      | 30         | 33         | 8          |
| Fuente: Catholic-Hierarchy, que a su vez toma los datos del Anuario Pontificio. |                      |           |                |            |               |               |                          |                      |            |            |            |

## Episcopologio

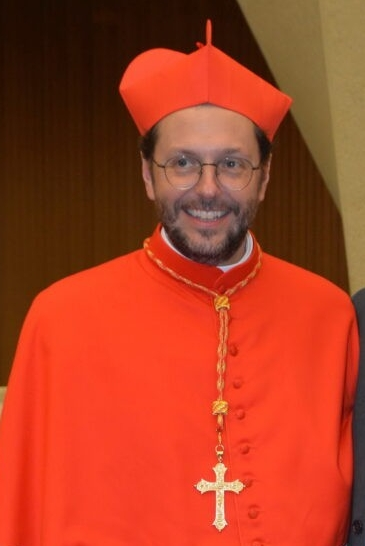
Cardenal Giorgio Marengo, prefecto apostólico de Úlan Bator desde 2020

- Jerome Van Aertselaer, C.I.C.M. † (1922-12 de enero de 1924 falleció)
- Everard Ter Laak, C.I.C.M. † (12 de enero de 1924 por sucesión-5 de mayo de 1931 falleció)
  - Sede vacante (1931-1992)
- Wenceslao Selga Padilla, C.I.C.M. † (19 de abril de 1992-25 de septiembre de 2018 falleció)
- Giorgio Marengo, I.M.C., desde el 2 de abril de 2020